# Saulzet-le-Froid
Saulzet-le-Froid település Franciaországban, Puy-de-Dôme megyében. Lakosainak száma 287 fő (2022. január 1.). Saulzet-le-Froid Aurières, Aydat, Chambon-sur-Lac, Mont-Dore, Murol, Orcival, Le Vernet-Sainte-Marguerite és Vernines községekkel határos.

## Népesség
A település népessége az elmúlt években az alábbi módon változott:
| Lakosok száma | 266  | 261  | 274  | 272  | 278  | 280  | 284  | 288  | 287  |
|               | 2013 | 2015 | 2016 | 2017 | 2018 | 2019 | 2020 | 2021 | 2022 |